# VTT aux Jeux olympiques d'été de 2012
Navigation
Pékin 2008 Rio de Janeiro 2016

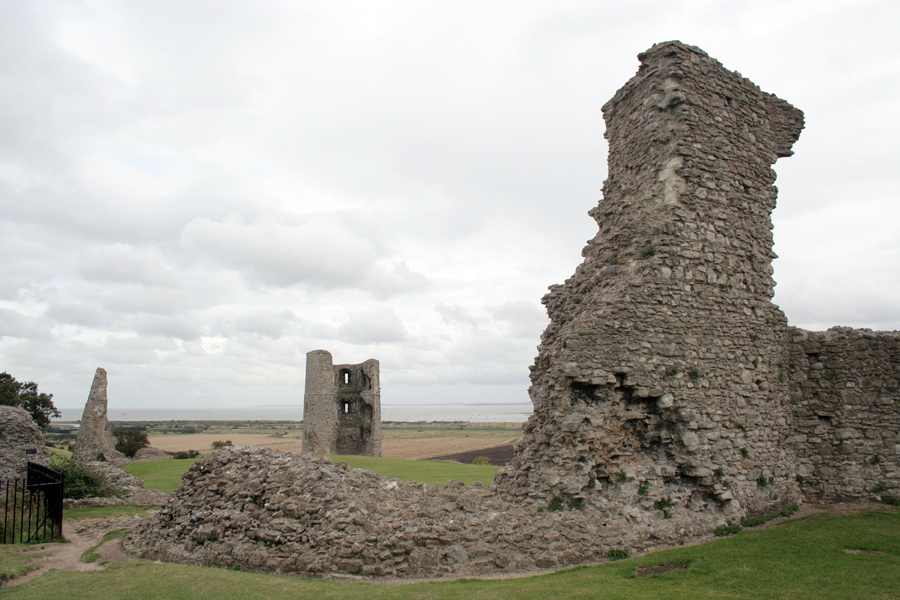
Les restes de Hadleigh Castle, surplombant Hadleigh Farm

Les épreuves de VTT cross-country des Jeux olympiques d'été de 2012 se déroulent les 11 et 12 août 2012 sur le site de Hadleigh Farm, à l'est de Londres dans le comté d'Essex.

## Parcours

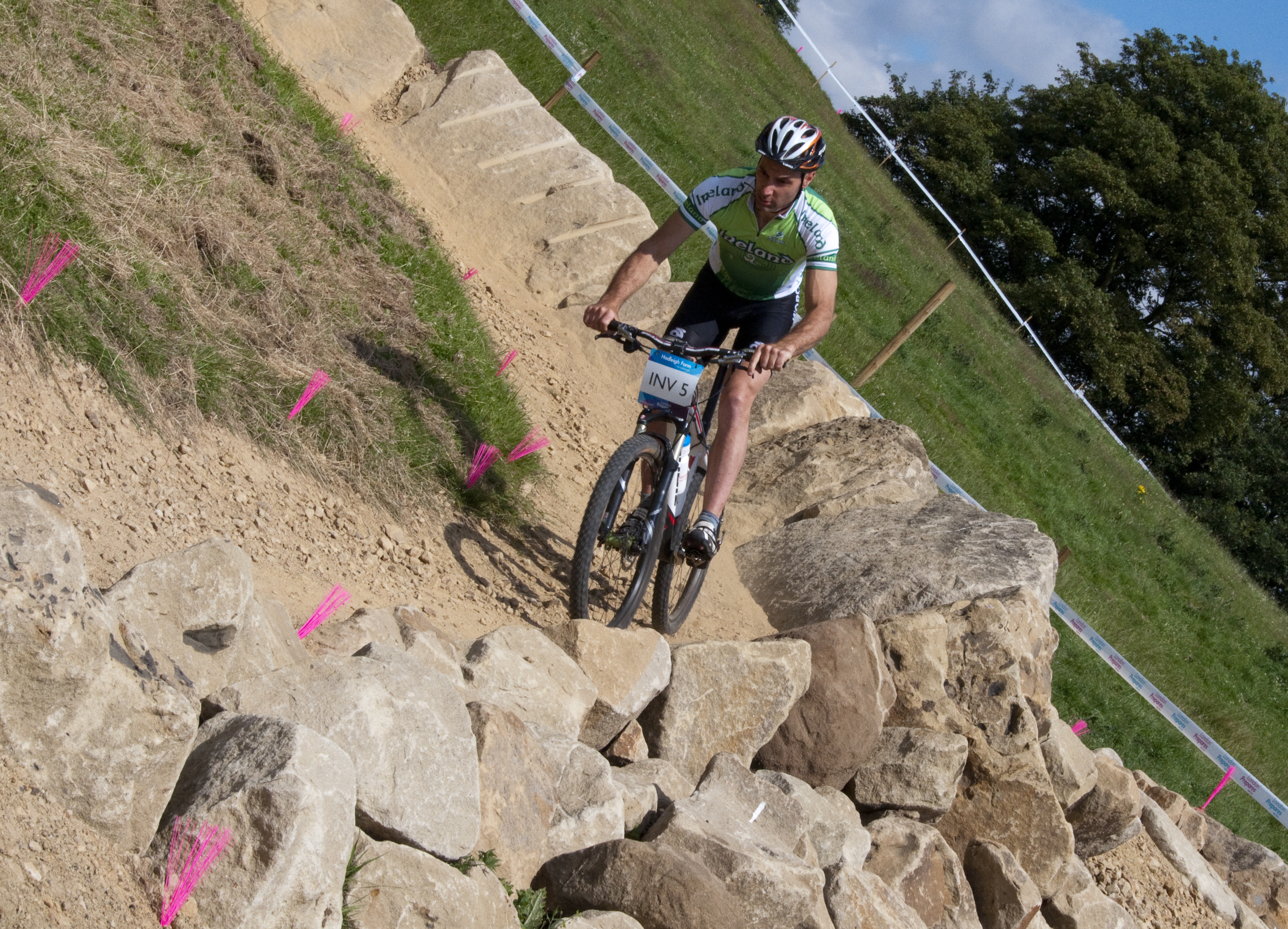
Un coureur Irlandais sur le circuit de Hadleigh Farm lors de l'événement pré-olympique en juillet 2011.

Après une première proposition à Weald Country Park, refusée par l'UCI car présentant trop peu de dénivelé et de difficultés, le site de Hadleigh Farm dans le comté d'Essex, à l'est de Londres, est finalement accepté par l'UCI en 2008. Le site est en particulier choisi pour la bonne visibilité pour les spectateurs et les caméras de télévision, ainsi que la bonne accessibilité depuis Londres. Le parcours est créé pour l'occasion, avec des sections entièrement artificielles. 
Le choix du site et le tracé sont toutefois toujours très sévèrement critiqués, notamment au printemps 2011 après la diffusion d'une vidéo montrant partiellement le circuit, et son absence de difficultés et de réelles sections techniques. La presse et les coureurs se montrent particulièrement dubitatifs, en particulier Julien Absalon, qui estime que le tracé n'est pas représentatif du cross-country, mais est plus proche du cyclo-cross,. Après modifications et ouverture complète du circuit aux reconnaissances lors du test pré-olympique, les avis sont plus positifs, loin du circuit de cyclo-cross préalablement redouté. Julien Absalon l'estime finalement « plaisant à rouler ». Des remarques et des doutes subsistent toutefois dans la presse sur la dénaturation de l'esprit du cross-country, et le paradoxe d'organiser l'évènement le plus médiatique du VTT sur un parcours entièrement artificiel pour un sport se déroulant habituellement en site naturel. Les contraintes exercés par les impératifs télévisuels et financiers de l'UCI sur la nature du circuit sont également regrettés, tout en les estimant peut-être nécessaires.
Le tracé fait 4,7 km pour 172 m de dénivelé, et est parcouru 7 fois (+start loop) pour les hommes et 6 fois pour les femmes. Il est jugé complètement atypique, très différent des circuits habituels de coupe du monde, de par son aspect artificiel. De nombreux rochers, 500 tonnes de roche et 3500 tonnes de pierres écrasées, ont dû être amenés pour la création de zones techniques artificielles. Des virages relevés et des sauts sont également aménagés. Le circuit est très rapide, sur sol fuyant, avec beaucoup de changement de rythme, et peu de possibilités de dépassement.

## Épreuve pré-olympique
L'épreuve pré-olympique a lieu le 31 juillet 2011, elle est remportée par Julien Absalon chez les hommes et par Catharine Pendrel chez les femmes. Toutefois, nombre de favoris n'ont pas participé à l'épreuve, notamment José Antonio Hermida et Nino Schurter chez les hommes, et Irina Kalentieva et Maja Włoszczowska chez les femmes.

## Calendrier
| Calendrier des épreuves cyclistes | Calendrier des épreuves cyclistes | Calendrier des épreuves cyclistes | Calendrier des épreuves cyclistes | Calendrier des épreuves cyclistes | Calendrier des épreuves cyclistes | Calendrier des épreuves cyclistes | Calendrier des épreuves cyclistes | Calendrier des épreuves cyclistes | Calendrier des épreuves cyclistes | Calendrier des épreuves cyclistes | Calendrier des épreuves cyclistes | Calendrier des épreuves cyclistes | Calendrier des épreuves cyclistes | Calendrier des épreuves cyclistes | Calendrier des épreuves cyclistes | Calendrier des épreuves cyclistes | Calendrier des épreuves cyclistes | Calendrier des épreuves cyclistes |
| Juillet/Août 2012                 | Juillet/Août 2012                 | 27                                | 28                                | 29                                | 30                                | 31                                | 1                                 | 2                                 | 3                                 | 4                                 | 5                                 | 6                                 | 7                                 | 8                                 | 9                                 | 10                                | 11                                | 12                                |
| --------------------------------- | --------------------------------- | --------------------------------- | --------------------------------- | --------------------------------- | --------------------------------- | --------------------------------- | --------------------------------- | --------------------------------- | --------------------------------- | --------------------------------- | --------------------------------- | --------------------------------- | --------------------------------- | --------------------------------- | --------------------------------- | --------------------------------- | --------------------------------- | --------------------------------- |
| VTT                               |                                   |                                   |                                   |                                   |                                   |                                   |                                   |                                   |                                   |                                   |                                   |                                   |                                   |                                   |                                   |                                   | 1                                 | 1                                 |

|  | Jour de compétition |  | Jour de finale | 4 | Nombre de finales |

## Qualifications pour les Jeux

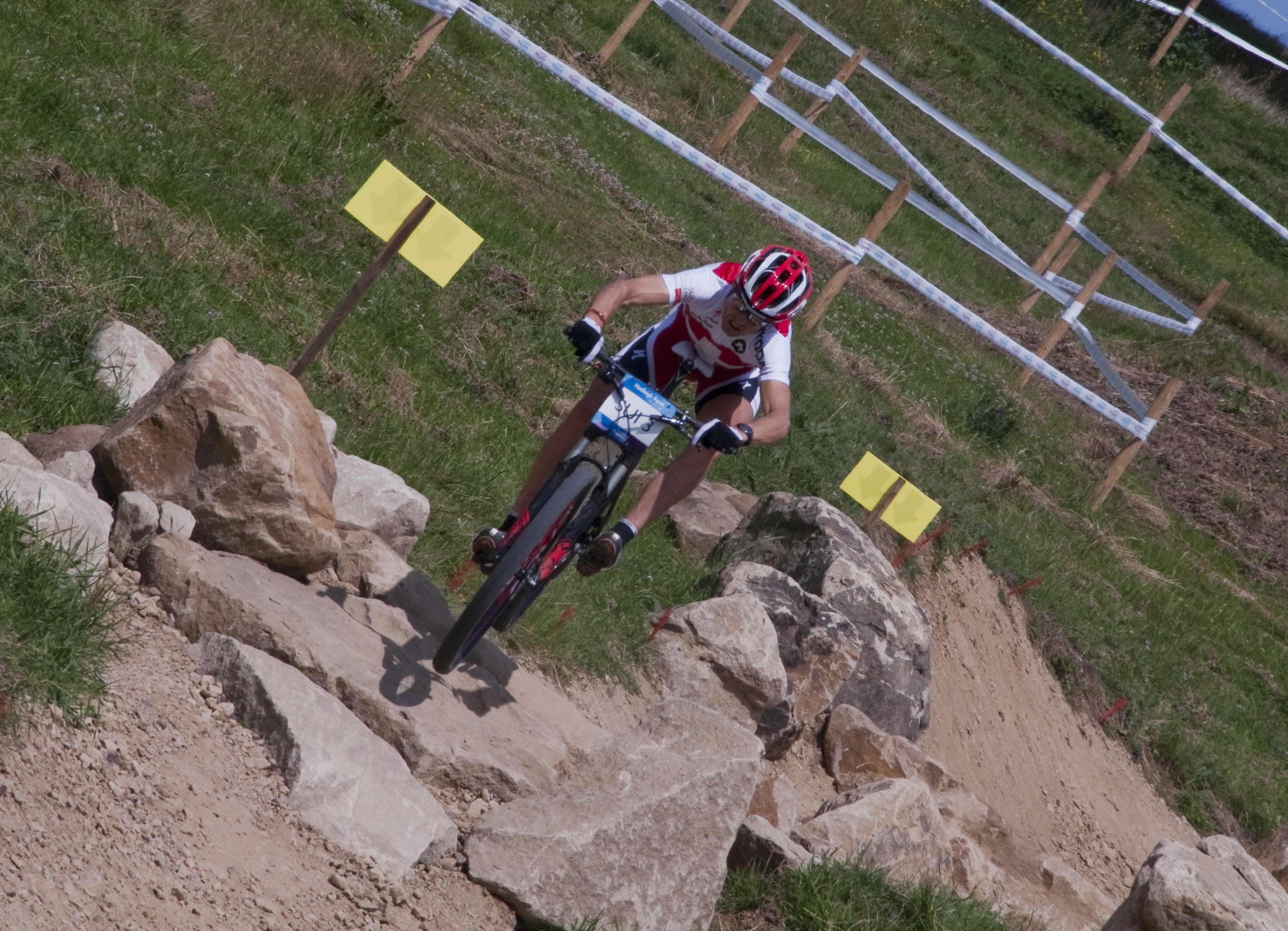
Christophe Sauser sur le circuit de Hadleigh Farm lors de l'événement pré-olympique en juillet 2011. Sauser ne sera finalement pas qualifié par la Suisse.

Seuls cinquante coureurs masculins et trente féminins peuvent participer à la course olympique.
La qualification des athlètes est effectuée par les instances cyclistes de chaque pays (la Fédération française de cyclisme en France par exemple). Le nombre de coureurs que peut envoyer un pays dépend de son rang mondial. Les premiers peuvent envoyer 3 hommes et 2 femmes. À partir du 8e rang, le pays ne peut envoyer que 2 hommes et 1 seule femme.
Chaque pays fixe ses propres critères de sélection, généralement basés sur les résultats obtenus lors de la Coupe du monde de VTT 2011 ou dans les premières manches de Coupe du monde de VTT 2012, ou son classement UCI. La Suisse exige par exemple une place dans les 8 premiers lors d'une manche de la coupe du monde 2012. Les résultats de qualification pour les Jeux olympiques sont décidés vers le mois de juin 2012, après les 3 premières manches de la coupe du monde. Seul le Suisse Nino Schurter est sélectionné dès septembre 2011.
La sélection est particulièrement compliquée pour les pays disposant de nombreux très bon coureurs. En 2012, c'est le cas de la Suisse chez les hommes, avec six coureurs ayant atteint les critères de sélection pour seulement trois places. Nino Schurter, Florian Vogel et Ralph Näf sont finalement retenus, et Fabian Giger, Christophe Sauser, Lukas Flückiger ne sont pas sélectionnés, malgré leurs très bons classements en coupe du monde (Giger est 6e du général).
La situation est également difficile pour le Canada, premier rang mondial chez les femmes avec la sélection de Catharine Pendrel et Emily Batty, et la non-sélection de Marie-Hélène Prémont, malgré ses résultats.
Cette sélection limitée par pays fait dire à certains coureurs et managers, comme Marie-Hélène Prémont ou Thomas Frischknecht que la course olympique est finalement « moins difficile » qu'un championnat du monde ou une coupe du monde car plusieurs très bons coureurs ne sont pas présents.

## Résultats
| Place | Nom                   | Pays               | Temps                          |
| ----- | --------------------- | ------------------ | ------------------------------ |
| 1     | Jaroslav Kulhavý      | République tchèque | 1 h 29 min 7 s                 |
| 2     | Nino Schurter         | Suisse             | 1 h 29 min 8 s (+ 1 s)         |
| 3     | Marco Aurelio Fontana | Italie             | 1 h 29 min 32 s (+ 25 s)       |
| 4     | José Antonio Hermida  | Espagne            | 1 h 29 min 36 s (+ 29 s)       |
| 5     | Burry Stander         | Afrique du Sud     | 1 h 29 min 37 s (+ 30 s)       |
| 6     | Carlos Coloma         | Espagne            | 1 h 30 min 7 s (+ 1 min)       |
| 7     | Manuel Fumic          | Allemagne          | 1 h 30 min 31 s (+ 1 min 24 s) |
| 8     | Geoff Kabush          | Canada             | 1 h 30 min 43 s (+ 1 min 36 s) |
| 9     | Alexander Gehbauer    | Autriche           | 1 h 31 min 16 s (+ 2 min 9 s)  |
| 10    | Todd Wells            | États-Unis         | 1 h 31 min 28 s (+ 2 min 21 s) |

| Place | Nom                   | Pays            | Temps                          |
| ----- | --------------------- | --------------- | ------------------------------ |
| 1     | Julie Bresset         | France          | 1 h 30 min 52 s                |
| 2     | Sabine Spitz          | Allemagne       | 1 h 31 min 54 s (+ 1 min 2 s)  |
| 3     | Georgia Gould         | États-Unis      | 1 h 32 min 0 s (+ 1 min 8 s)   |
| 4     | Irina Kalentieva      | Russie          | 1 h 32 min 33 s (+ 1 min 41 s) |
| 5     | Esther Süss           | Suisse          | 1 h 32 min 46 s (+ 1 min 54 s) |
| 6     | Alexandra Engen       | Suède           | 1 h 33 min 8 s (+ 2 min 16 s)  |
| 7     | Aleksandra Dawidowicz | Pologne         | 1 h 33 min 20 s (+ 2 min 28 s) |
| 8     | Annie Last            | Grande-Bretagne | 1 h 33 min 47 s (+ 2 min 55 s) |
| 9     | Catharine Pendrel     | Canada          | 1 h 34 min 28 s (+ 3 min 36 s) |
| 10    | Tanja Žakelj          | Slovénie        | 1 h 34 min 41 s (+ 3 min 49 s) |

## Tableau des médailles
| Rang  | Pays               | Médaille d'or, Jeux olympiques | Médaille d'argent, Jeux olympiques | Médaille de bronze, Jeux olympiques | Total |
| 1     | France             | 1                              | 0                                  | 0                                   | 1     |
| 1     | République tchèque | 1                              | 0                                  | 0                                   | 1     |
| 3     | Allemagne          | 0                              | 1                                  | 0                                   | 1     |
| 3     | Suisse             | 0                              | 1                                  | 0                                   | 1     |
| 5     | États-Unis         | 0                              | 0                                  | 1                                   | 1     |
| 5     | Italie             | 0                              | 0                                  | 1                                   | 1     |
| Total | Total              | 2                              | 2                                  | 2                                   | 6     |